# Selección de balonmano del Perú
La Selección de balonmano del Perú es el equipo formado por jugadores de nacionalidad peruana que representa a la Federación Deportiva Peruana de Handball en las competiciones internacionales organizadas por la Federación Internacional de Balonmano (IHF) o el Comité Olímpico Internacional (COI).
Está afiliada a la Federación Internacional de Balonmano (IHF) desde 2009.

## Historial

### Campeonato Panamericano de Balonmano
- 2018 - 10º

### Juegos Bolivarianos
- 2013 - 5º

### Challenge Trophy Sudamericano Junior sub-20
- 2012 - 5º
- 2018 . 2°

### Campeonato Sudamericano Cadetes
- 2012 - 7º[2]
- 2013 - 6º

### Campeonato Sudamericano sub-14
- 2012 - 4º
- 2013 - 5

## Entrenador
- Hugo Valdebenito[3]
- José María Collazos
- Iván Bendezú López
- Iván Puertas Barcena[4]